# 洛佐韋 (蘇梅區)
50°39′31″N 35°12′45″E / 50.65861°N 35.21250°E
洛佐韋（烏克蘭語：Лозове）是位於烏克蘭東北部的村莊，由蘇梅州蘇梅區的克拉斯諾皮利亞市鎮負責管轄。該村處於傑爾諾瓦河畔，距離韋塞萊和布蘭齊夫卡2公里，海拔高度147米，2001年人口162。